# مکان (خمین)
مکّان (خمین)، روستایی از توابع بخش کمره شهرستان خمین در استان مرکزی ایران است. زبان مردم این روستا فارسی و ترکی است.

## جمعیت
این روستا در دهستان چهارچشمه قرار دارد و براساس سرشماری مرکز آمار ایران در سال ۱۳۸۵، جمعیت آن ١۱۴۸ نفر (۳۰۷خانوار) بوده‌است. جمعیت این روستا مانند بقیه روستا های پیرامون در چند دهه اخیر به دلیل مهاجرت به شهر های اطراف مانند خمین و اراک کاهش چشمگیری داشته است.